# Bernhard-Göring-Straße
Die Bernhard-Göring-Straße ist eine Hauptverkehrsstraße in Leipzig. Sie ist benannt nach Bernhard Göring (1897–1949), einem Gewerkschaftsfunktionär und Widerstandskämpfer gegen den Nationalsozialismus.

## Verlauf
Die Bernhard-Göring-Straße ist eine der in die südlichen Stadtteile führenden Hauptverkehrsstraßen. Sie beginnt an der Riemannstraße, kreuzt nach acht Querstraßen die Kurt-Eisner-Straße und nach weiteren fünf die Richard-Lehmann-Straße. Sie endet nach 2,47 Kilometern an der Bornaischen Straße nahe der südlichen Spitze des Wiedebachplatzes. Dabei durchquert sie die Ortsteile Zentrum-Süd, Südvorstadt und Connewitz. Ab der Körnerstraße verläuft sie nahezu exakt nach Süden, nachdem sie vorher um etwa 10 Grad nach Westen abgewichen ist. In ihrem Verlauf streift sie den Albrecht-Dürer-Platz, den Steinplatz und den Wiedebachplatz. In Connewitz tangiert sie den Campus der Hochschule für Technik, Wirtschaft und Kultur.
Zwischen Hoher Straße und Kurt-Eisner-Straße ist sie in südlicher Richtung als Einbahnstraße ausgewiesen. An der Richard-Lehmann-Straße verhindern Poller das Überqueren für Kraftfahrzeuge.

## Geschichte
Obwohl der „Allgemeine Bebauungsplan für die Südseite der Stadt“ erst 1866 beschlossen wurde, waren die Anfangsstücke der wichtigsten Straßen schon vorhanden, teilweise bebaut und hatten Namen, so ab 1843 die Elisenstraße, die spätere Bernhard-Göring-Straße. Der Name bezog sich auf die Prinzessin Elisabeth von Sachsen (1830–1912). Der Bebauungsplan reichte bis zur Südgrenze der Leipziger Flur an der Kaiserin-Augusta-Straße (heute Richard-Lehmann-Straße). Die Fortsetzung auf Connewitzer Flur hieß von 1896 bis 1907 Äußere Elisenstraße. Im Jahr 1950 wurde die Elisenstraße in Bernhard-Göring-Straße umbenannt.
Im Jahr 1897 nahm die Leipziger Elektrische Straßenbahn in Konkurrenz zu den in Parallelstraßen verlaufenden Pferdebahnlinien in der Elisenstraße den Betrieb zunächst bis zur Arndstraße auf, verlängerte 1900 bis zur Scharnhorst- sowie 1904 bis zur Hardenbergstraße. Ab 1906 ging die Linie schließlich bis zur Waisenhausstraße (Arno-Nitzsche-Straße) und bog dort zur Endstelle am Connewitzer Kreuz ab. 1917 wurde die Linie stillgelegt.
Obwohl die Elisenstraße im Wesentlichen mit Mietshäusern bebaut wurde, entstanden zu Beginn des 20. Jahrhunderts einige größere Bauten. Den Anfang machte das Städtische Waisenhaus in der Äußeren Elisenstraße in Connewitz, das Nutzungswechseln und teilweiser Kriegszerstörung seit 1992 das Haus der Demokratie ist. Nördlich davon entstand 1907 der Dreiflügelbau des Sächsischen Lehrerseminars, das im Zweiten Weltkrieg zerstört wurde. Das gleiche Schicksal war dem im Jahr 1902 an der Elisenstraße 62 eröffneten Königin-Carola-Gymnasium beschieden. Südlich davon entstand von 1902 bis 1906 das Amtsgericht.
Von 1899 bis zu seinem Tode 1932 wohnte das Leipziger Original Seiferts Oscar in der Elisenstraße 83, in den Adressbüchern eingetragen als Handelsmann.
Beim Luftangriff vom 4. Dezember 1943 wurde die Bebauung der Elisenstraße stark zerstört, besonders im nördlichen und mittleren Teil. Ab Mitte der 1950er Jahre wurden zahlreiche der Baulücken durch Wohnblöcke anfangs in Ziegel- später in Betonfertigteilbauweise geschlossen, einige auch erst nach 1990.

## Bebauung
An der Bernhard-Göring-Straße stehen nahezu ausschließlich Mietshäuser, darunter 27 unter Denkmalschutz, zumeist im Stil des Historismus. Zu den denkmalgeschützten Objekten gehören auch das Amtsgericht und das Haus der Demokratie sowie am Steinplatz eine restaurierte Handschwengelpumpe von 1914. Bis auf einen Discounter fehlen Einzelhandelsbetriebe in der Straße fast vollständig.
Zwischen Scharnhorst- und Steinstraße stehen an der östlichen Straßenseite zwei Schulen, mit der Hausnummer 107 in einem sanierten Plattenbau die ehemalige 3. Grundschule, seit 2023 Ida-Blum-Schule, und der Neubau der Kurt-Masur-Schule mit dem Eingang in der Scharnhorststraße.
In den Jahren 2018 bis 2020 errichtete die Leipziger Wohnungs- und Baugesellschaft (LBW) neben dem ältesten Haus der Straße, einem Doppelmietshaus von 1846 (Nr. 19/21), das neueste, einen sechsgeschossigen Wohnblock (Nr. 13–17) mit einer Kindertagesstätte im Hofbereich.

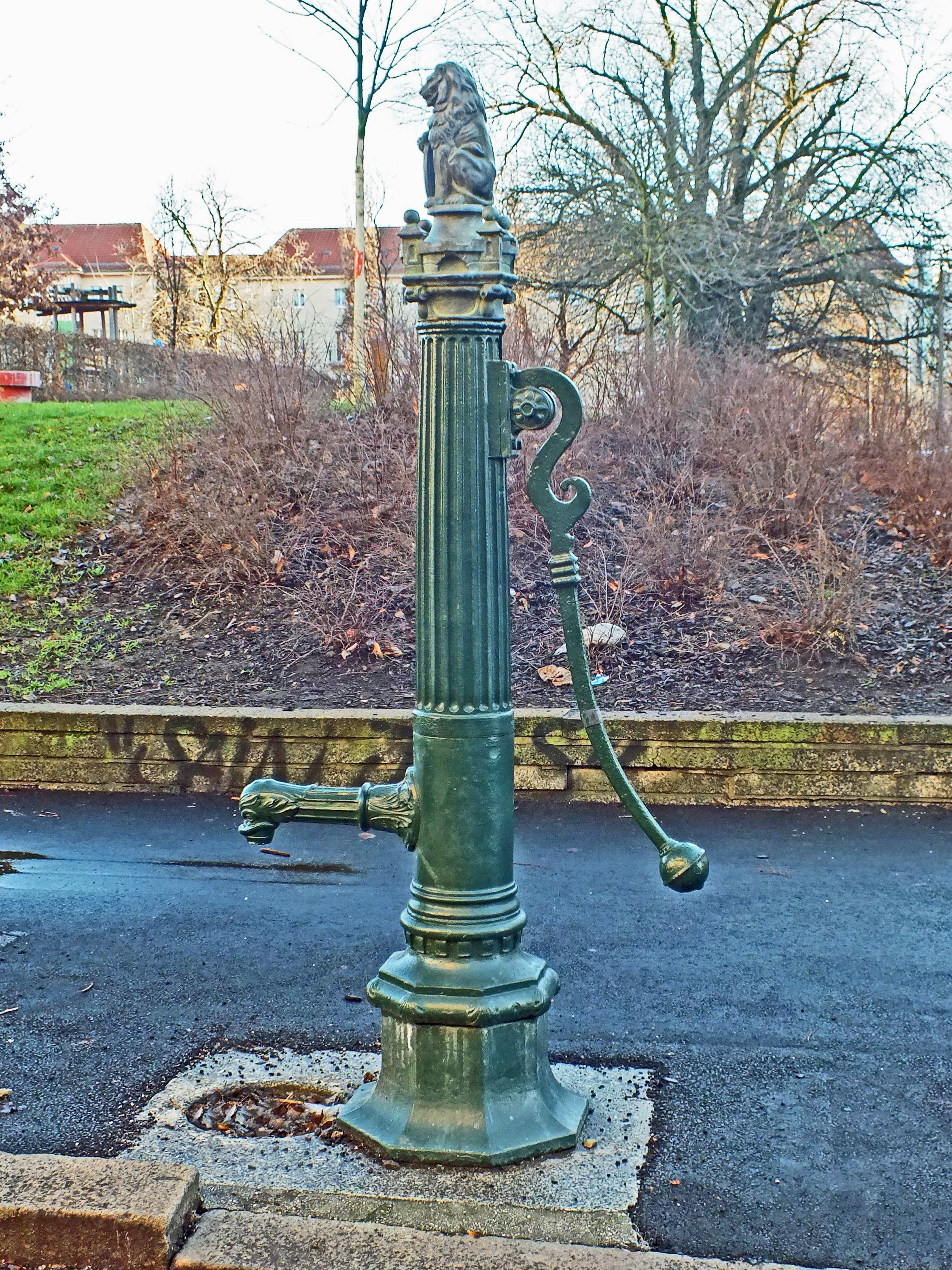
Handschwengelpumpe am Steinplatz (2013)
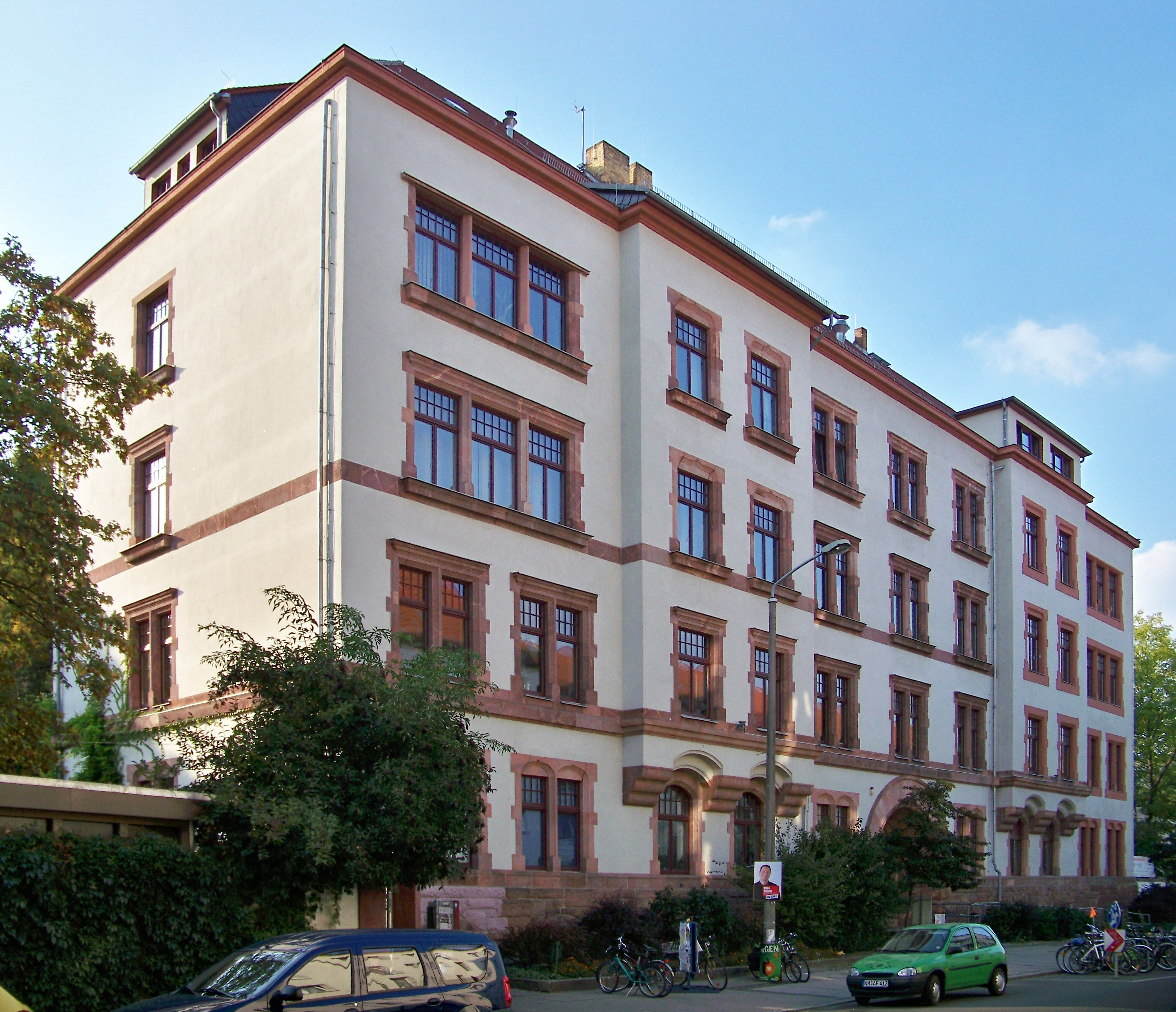
Haus der Demokratie (2012)
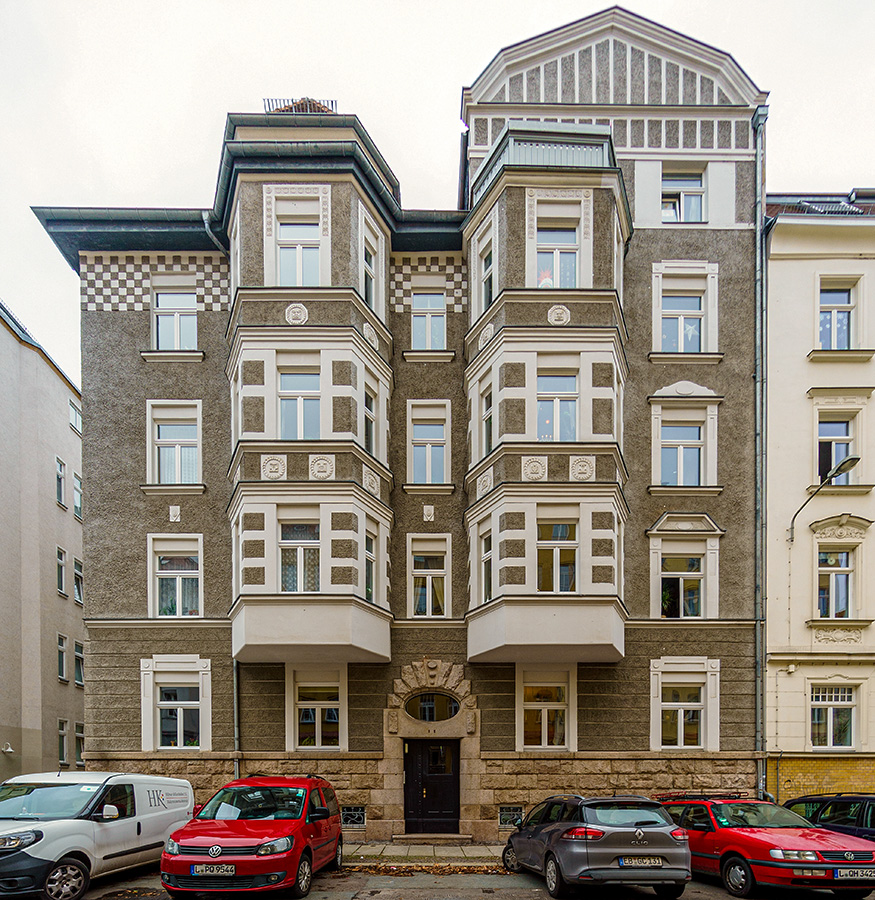
Nr. 114, von 1908 (2021)
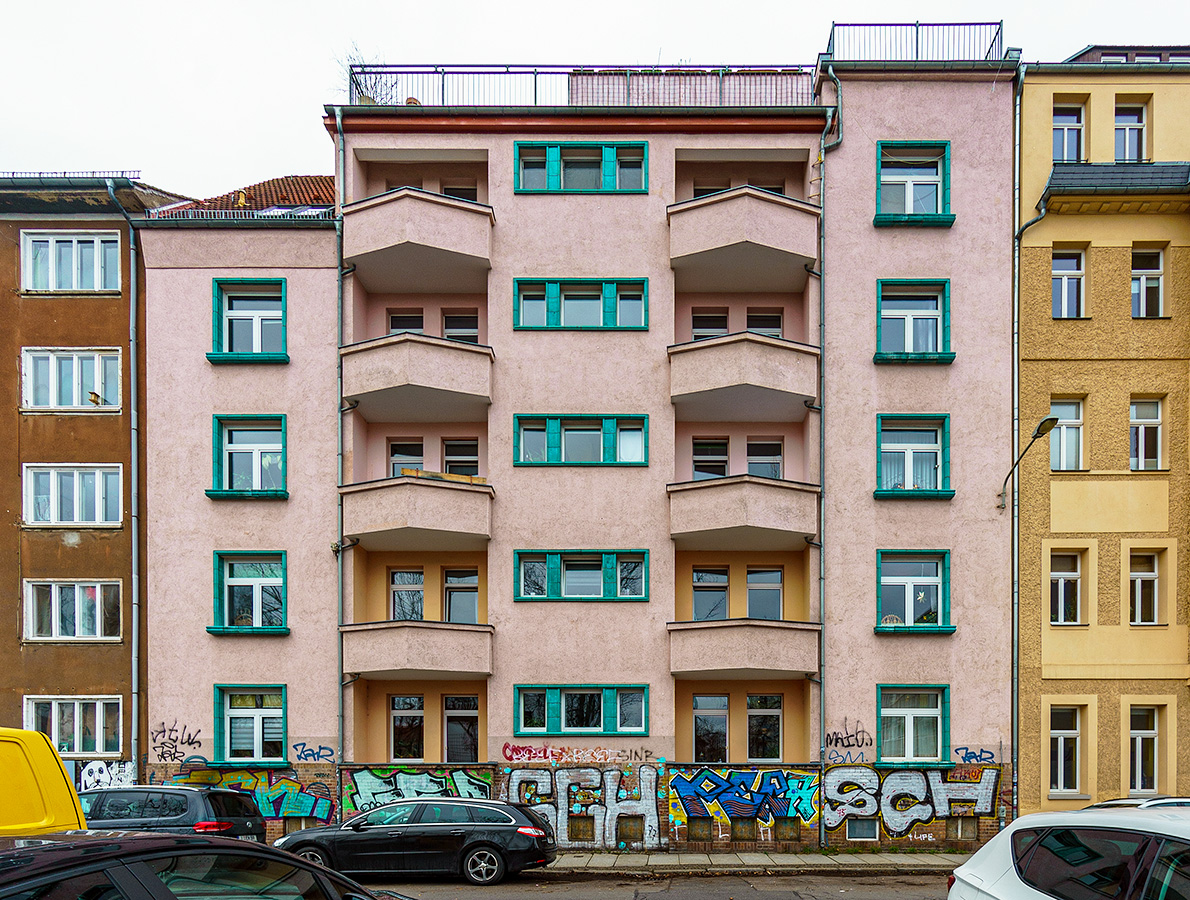
Nr. 94 von 1930 (2021) (Eingang Rückseite)
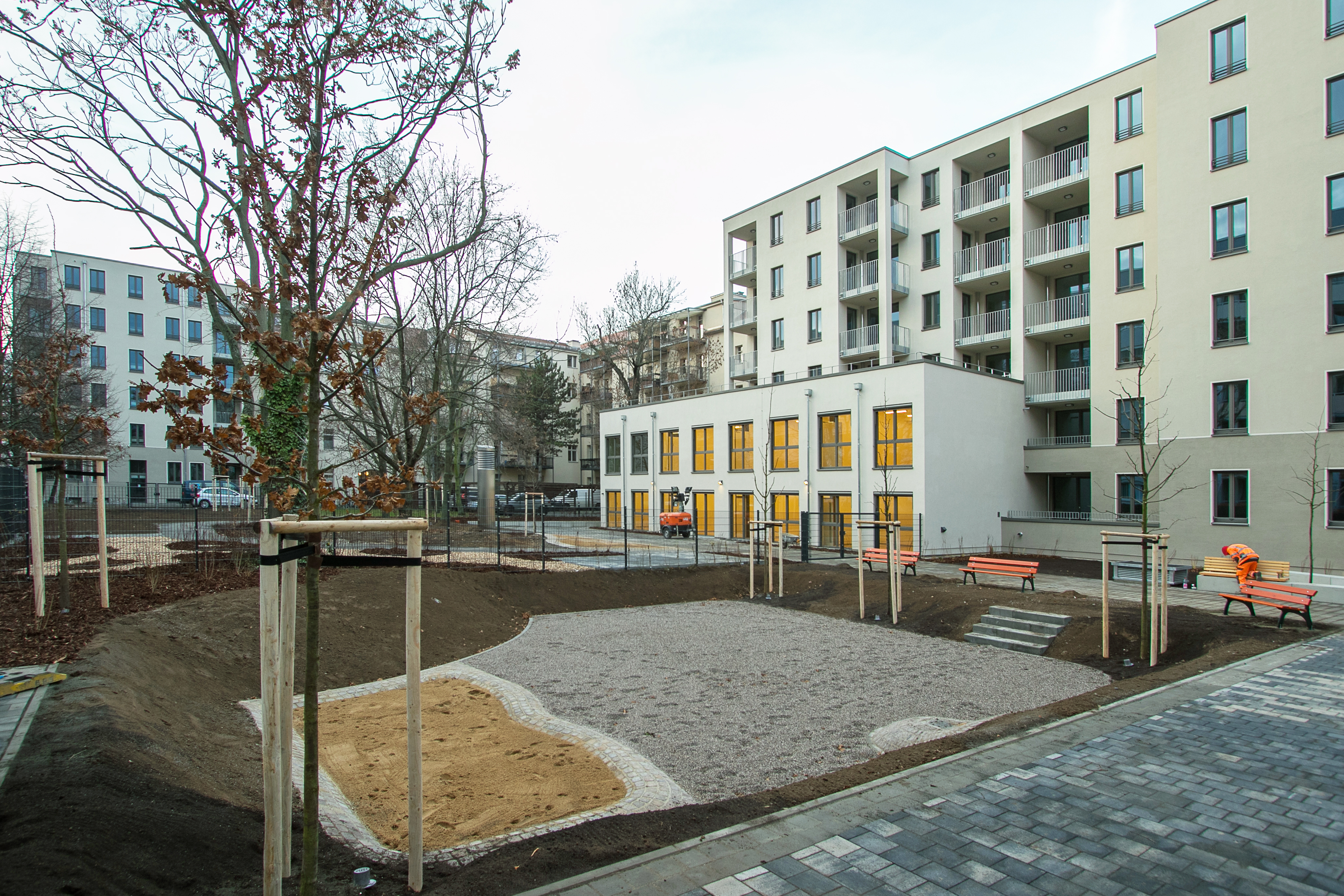
Nr. 13–17, Hofbereich mit Kita (2020)